# Anjunabeats
Anjunabeats — британский лейбл, основанный в 1999 году Джонатаном Грантом (англ. Jonathan Grant, рус. Джонатан Грант) и Пааво Сильямяки (фин. Paavo Siljamäki, рус. Пааво Сильямяки), специализирующийся на транс музыке.

## Название
Anjuna — это название пляжа в Гоа, на юго-западном побережье Индии, который был популярен среди хиппи в 60-х и 70х годах, прошлого века. Кроме того, Джонатан и Пааво были воодушевлены «Гоа миксом» (англ. Goa Mix) Пола Окенфолда (англ. Paul Oakenfold, рус. Пол Окенфолд), после чего они обнаружили свою любовь к электронной музыке.

## Артисты
Лейбл выпускает продукцию молодых музыкантов, а также продукцию признанных постояльцев Anjunabeats.
| - 7 Skies - 8 Wonders - Aalto - Activa - Above & Beyond - Adam Nickey - ALPHA 9 - Alt+F4 - Andrew Bayer - Andy Moor - Anhken - Arty - Asedo - Aspekt - Audien - Bart Claessen - Breakfast - Boom Jinx - Cara Dillon vs. 2Devine - Carrie Skipper - Claessen & Martens - Cold Blue - Cramp - Dan Stone - Daniel Kandi - Dave Schiemann - DJ Tab - Duderstadt - Edu - Endre | - Evbointh - Eximinds - Firewall - Free State - Genix - Ilan Bluestone - Jaytech - Jer Martin - Joonas Hahmo - Jono Grant - Kandi & Neumann - Kaste - Keyworth - Kyau & Albert - Lange - Lucas & Beltram - Luminary - Maor Levi - Mark Eteson - Mark Pledger - Mat Zo - Matt Hardwick - Menno de Jong - Mike Koglin - Mike Shiver - Myon & Shane54 - Nitromethane - Nitrous Oxide - Norin & Rad | - OceanLab - Oliver Smith - Ost & Meyer - P.O.S. - Parker & Hanson - Purple Mood - Reeves - Remo-con - Rollerball - Ronski Speed - Rusch & Murray - Signalrunners - Slusnik Luna - Smith & Pledger - Solar Movement - Stephen J. Kroos - Sundriver - Sunny Lax - Super8 - Super8 & Tab - Tate & Diamond - Thomas Datt - Tranquility Base - Tritonal - Vardran - Velvetine - Who.Is - Yilmaz Altanhan - Yotto |